# Pont-canal
Ne doit pas être confondu avec Pont-rivière ou Pont-bâche.
Un pont-canal est un pont qui permet à un canal de franchir un obstacle en déblai, une vallée ou un vallon le plus souvent. Un autre usage du pont-canal est l'accès par l'amont à un ascenseur à bateaux.
Un pont-canal permet le passage de la navigation au-dessus d'une rivière (cas le plus fréquent), d'une route (exemple du pont-canal des Herbettes sur le canal du Midi), d'une voie ferrée (exemple de l'ascenseur à bateaux des Fontinettes) ou de divers autres obstacles.

## Structure
Un pont-canal comporte toujours des portes de garde (une à chaque extrémité) qui permettent de l'isoler des deux biefs attenants. De par la masse d'eau qu'il assume en permanence, un pont-canal est toujours plus massif qu'un pont routier de même portée. L'étanchéité de sa cuvette doit faire l'objet d'une surveillance particulière, étant donné les risques d'érosion régressive aux culées de l'ouvrage.

## Ponts-canaux notables
Les premiers ponts-canaux ont été construits en France au XVIIe siècle lors du creusement du canal du Midi : ainsi le pont-canal de Répudre est-il inscrit aux monuments historiques].
Le plus long pont-canal d'Europe, le pont-canal de Magdebourg, se situe en Allemagne à Magdebourg au-dessus de l'Elbe. Il mesure 918 m de long et a détrôné en 2003 le pont-canal de Briare en France qui détenait ce record depuis 1896 avec 662 m.
En Angleterre, à Barton upon Irwell, près de Manchester, existe un pont-canal unique au monde, le pont-canal tournant de Barton. Il permet au canal de Bridgewater d'enjamber le canal maritime de Manchester. Le Royaume-Uni s'enorgueillit aussi de posséder le plus haut pont-canal d'Europe, à Pontcysyllte, au pays de Galles : le pont-canal de Pontcysyllte domine la vallée de la Dee de près de 40 m depuis 1805.

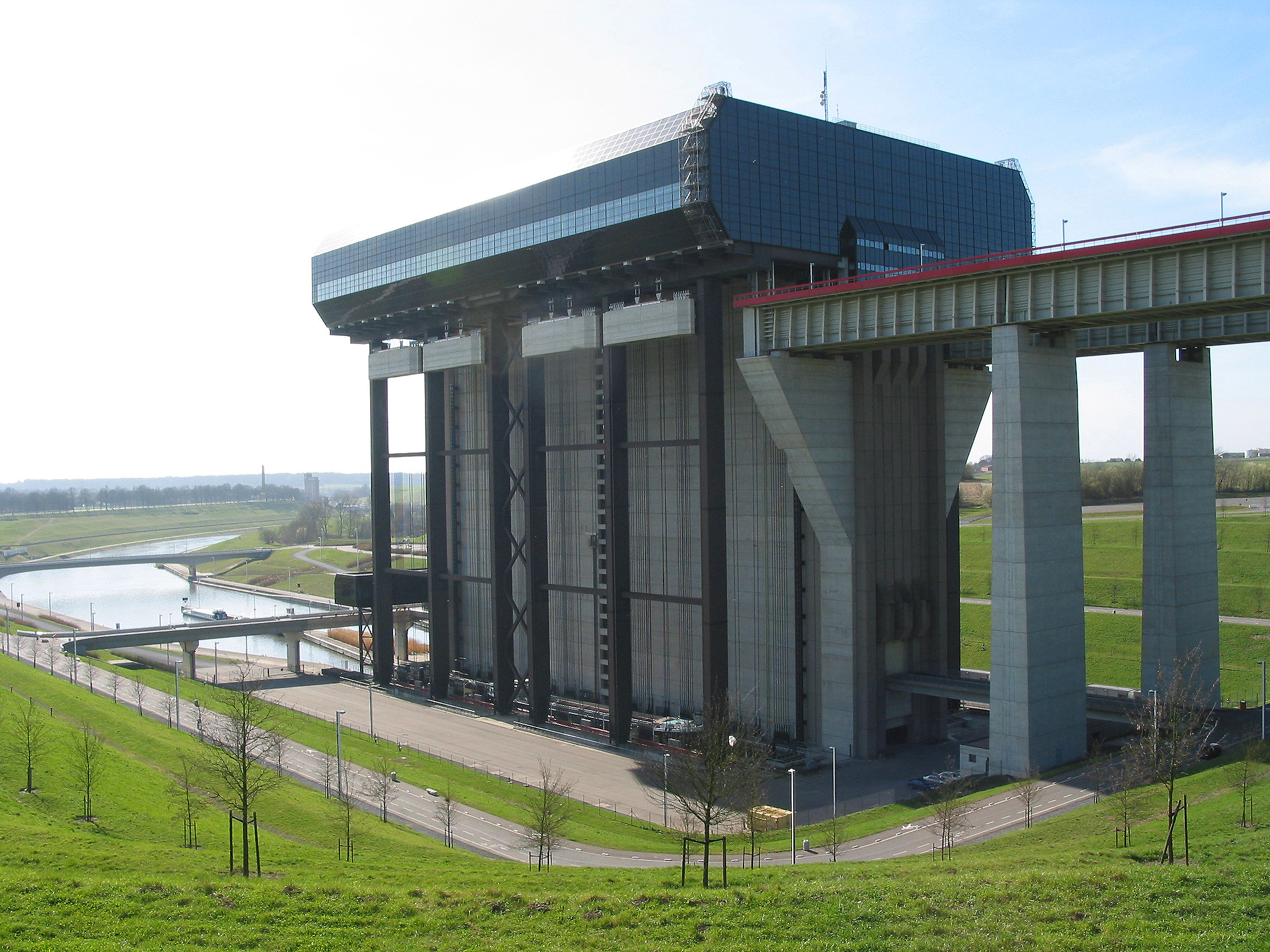
Le pont-canal du Sart menant à l'ascenseur de Strépy-Thieu en Belgique.
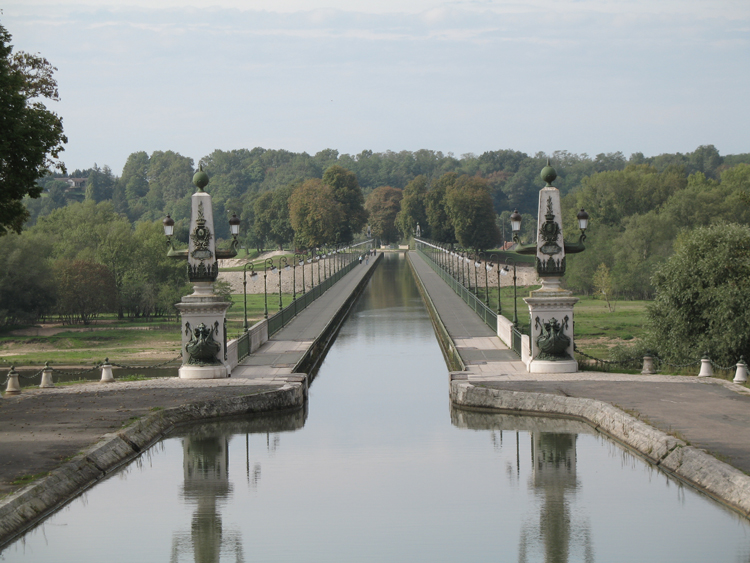
Le pont-canal de Briare, en France, datant de 1896, longtemps le second plus long du monde (le premier, de 1856, est en Inde à Gannavaram).
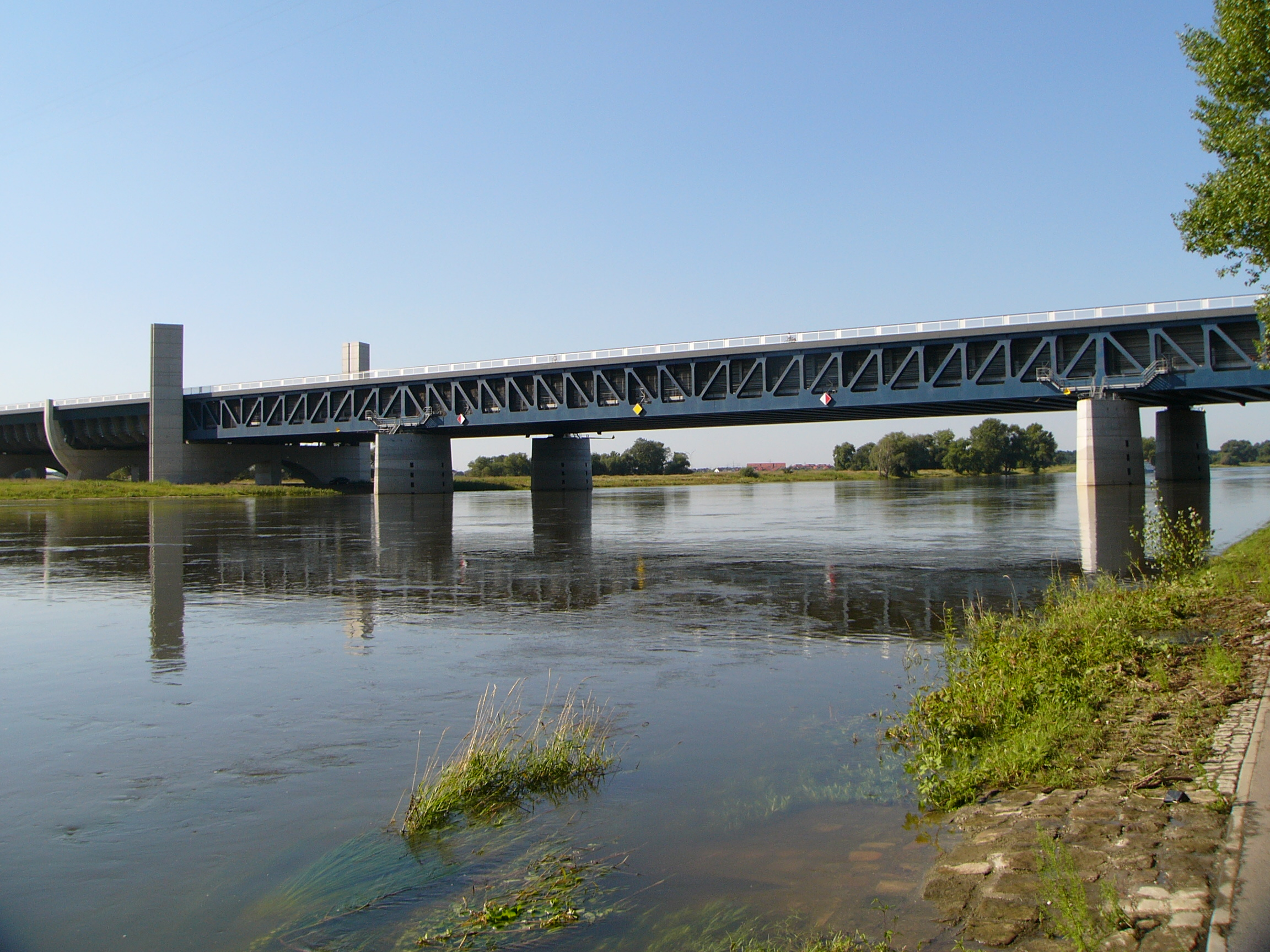
Le pont-canal de Magdebourg, achevé en 2003, est le plus long d'Europe.
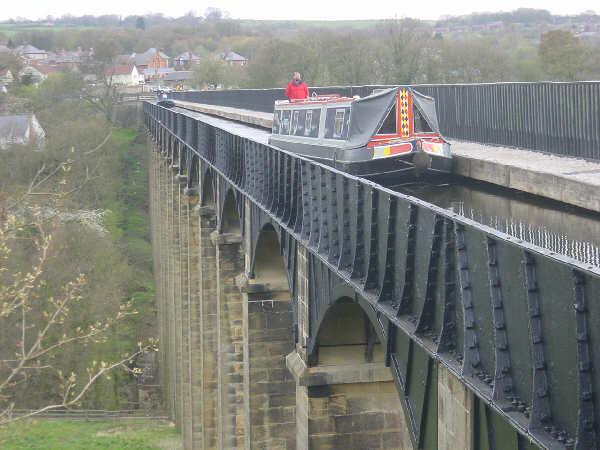
Le pont-canal de Pontcysyllte, au pays de Galles, le plus haut d'Europe.
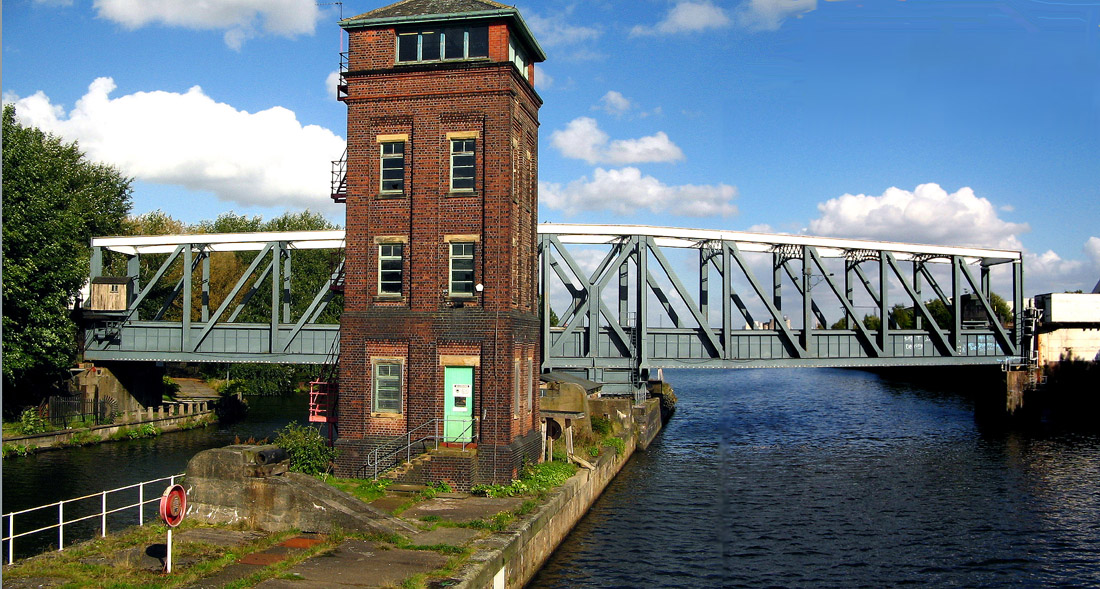
Le pont-canal tournant de Barton, en Angleterre.